# Gros-Morne
Pour les articles homonymes, voir Gros Morne (homonymie).
Gros-Morne (parfois appelée Le Gros-Morne) est une commune française à caractère rural, située dans le département de la Martinique. Ses habitants sont appelés les Gros-Mornais.

## Géographie
Avec 54,25 km², c'est la deuxième commune de l'île par la superficie après Le Lamentin. 
Bien que se trouvant au centre de l'île, elle fait partie du Nord-Atlantique. 
Avec sa voisine, Saint-Joseph, elle forme le cœur géographique de la Martinique, et n'a pas accès au littoral.

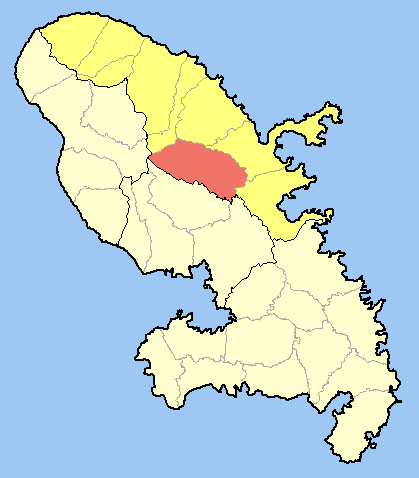
Carte de la commune.

### Climat
Le climat y est de type tropical.

## Urbanisme

### Typologie
Gros-Morne est une commune urbaine, car elle fait partie des communes denses ou de densité intermédiaire, au sens de la grille communale de densité de l'Insee,,,.
Elle appartient à l'unité urbaine du Robert, une agglomération intra-départementale regroupant 11 communes et 129 747 habitants en 2022, dont elle est une commune de la banlieue,.
Par ailleurs la commune fait partie de l'aire d'attraction de Fort-de-France, dont elle est une commune de la couronne. Cette aire, qui regroupe 28 communes, est catégorisée dans les aires de 200 000 à moins de 700 000 habitants,.

### Lieux-dits, hameaux et écarts
La ville de Gros-Morne comprend quatre quartiers qui sont : Bourg-La Vierge, Deux Terres-Croix Blanche-Croix Odillon, Dumaine-Poirier-Tracee et Morne des Olives-Lagrosilliere-Calvaire.

## Toponymie
Gros Morne est également le nom d'un piton de l'île de La Réunion.

## Histoire
La région de Gros-Morne et plus généralement de la Cabesterre était peuplée d'indiens caraïbes. La colonisation de cette région par les colons français aboutit à une guerre avec les indiens. De 1654 à 1658, c'est une véritable extermination des indigènes qui est menée par les colons. Les survivants fuient vers la Dominique et Saint Vincent. À la fin du XVIIe siècle, la région se développe. Gros-Morne était un quartier qui fut alors rattaché à la paroisse de La Trinité et ce jusqu'en 1743, année durant laquelle il fut à son tour érigé en paroisse.
Pendant la Révolution, Gros-Morne se retrouve capitale de l'île quand en 1790, le comte de Damas et ses partisans du parti de la campagne s'y réfugient pour faire face à l'attaque du parti de la ville.
En 1837, la Martinique est organisée en communes, au nombre de vingt, dont Gros-Morne.

## Politique et administration

### Rattachements administratifs et électoraux
Gros-Morne appartient à l'arrondissement de La Trinité et vote pour les représentants de l'Assemblée de Martinique. Avant 2015, elle élisait son représentant au conseil général dans le canton de Gros-Morne, entité dont elle était le chef-lieu et unique commune.
Pour l’élection des députés, la commune fait partie de la première circonscription de la Martinique.

### Intercommunalité
La commune appartient à la communauté d'agglomération du Pays Nord Martinique.

## Population et société

### Démographie
L'évolution du nombre d'habitants est connue à travers les recensements de la population effectués dans la commune depuis 1961, premier recensement postérieur à la départementalisation de 1946. À partir de 2006, les populations de référence des communes sont publiées annuellement par l'Insee. Le recensement repose désormais sur une collecte d'information annuelle, concernant successivement tous les territoires communaux au cours d'une période de cinq ans. Pour les communes de plus de 10 000 habitants les recensements ont lieu chaque année à la suite d'une enquête par sondage auprès d'un échantillon d'adresses représentant 8 % de leurs logements, contrairement aux autres communes qui ont un recensement réel tous les cinq ans,.

En 2022, la commune comptait 9 752 habitants, en évolution de −1,41 % par rapport à 2016 (Martinique : −4,11 %, France hors Mayotte : +2,11 %).
| 1961   | 1967   | 1974   | 1982  | 1990   | 1999   | 2006   | 2011   | 2016  |
| ------ | ------ | ------ | ----- | ------ | ------ | ------ | ------ | ----- |
| 10 447 | 10 541 | 10 038 | 9 276 | 10 143 | 10 665 | 10 875 | 10 481 | 9 891 |

| 2021  | 2022  | - | - | - | - | - | - | - |
| ----- | ----- | - | - | - | - | - | - | - |
| 9 876 | 9 752 | - | - | - | - | - | - | - |

### Sports
Équipement sportif :
- Stade Aristide-Maugée

Clubs sportifs :
- Le Réveil Sportif du Gros-Morne, football, handball, tennis de table (Vainqueur de la Coupe de France zone Martinique en 1987), ancien club de Christophe Hérelle, footballeur professionnel du FC Metz et ancien joueur de l'OGC Nice et du Stade brestois 29. Ancien club de Handball de Katty Piejos, ancienne handballeuse professionnelle de l'équipe de Metz Handball, de Toulouse FHB, du Dinamo Volgograd en Russie et finaliste du Championnat du monde féminin de handball 2009 avec l'Équipe de France féminine de handball.
- L'ASC Aigle Noir[16], basket-ball
- AEC (Arc en Ciel), cyclisme
- Winner Team du Gros -Morne, cyclisme, VTT

## Économie
- Denel Royal : c’est en 1908 que le baron Daniel de Sommery décide de mettre à profit la culture de l’ananas en installant une conserverie au quartier Dénel. Depuis cette date, Gros-Morne est le berceau de l’usine Royal qui fabrique en gros des conserves, jus et confitures de fruits "pays".

## Culture locale et patrimoine

### Lieux et monuments
- Église Notre-Dame-de-la Visitation de Gros-Morne. L'édifice a été inscrit au titre des monuments historiques en 2017[17]. L'église est dédiée à la Visitation de la Vierge Marie.
- Cascades du Saut d'Argis.
- Habitation Saint-Étienne (site de vieillissement du rhum HSE).
- Les jardins du bien-être et de la santé
- La Roche Wopso, Wosh Wopso, dressée sur le site des jardins du Gros-Morne en mémoire des caraïbes

### Personnalités liées à la commune

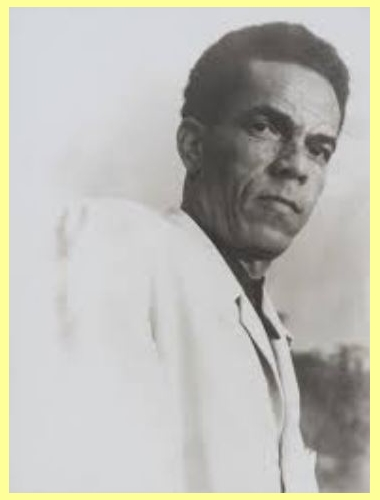
René Ménil, philosophe, essayiste, prix Frantz Fanon en 1999. Il est en 1932, l'un des initiateurs de la littérature martiniquaise engagée dans Légitime défense

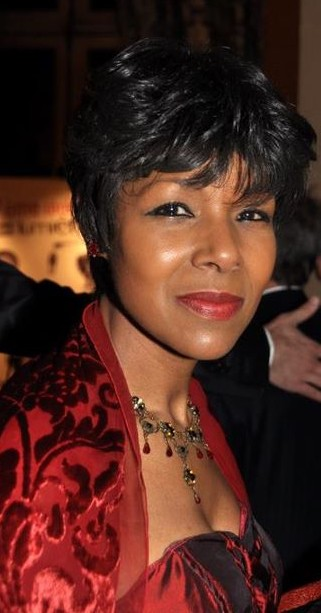
Euzhan Palcy, Réalisatrice

- René Ménil (1907-2004), philosophe et essayiste. Il reçoit en 1999, le prix Frantz Fanon pour son essai "Antilles déjà jadis". Il est aussi cofondateur en 1932 de la revue Légitime défense et avec Aimé Césaire de la revue culturelle Tropiques en 1941. Il est l'auteur de "Tracées : Identité, négritude, esthétique aux Antilles et "Pour l'émancipation et l'identité du peuple martiniquais". René Ménil est avec Césaire, Fanon et Glissant l’un des plus grands penseurs martiniquais. Sur le plan politique, il est en 1957, l'un des membres fondateurs du Parti communiste martiniquais.
- Serge Letchimy (1953-), urbaniste né au Gros-Morne, président du Conseil exécutif de Martinique depuis 2021, maire de Fort-de-France de 2001 à 2010 et conseiller général de 1992 à 2004, député de la Martinique de 2007 à 2021 et président du conseil régional de la Martinique de 2010 à 2015. Il a été de 2005 à 2023 président du Parti progressiste martiniquais, parti fondé par Aimé Césaire. En 2002, il est l'auteur d'un essai politique "Discours sur l'autonomie".
- Anicet Turinay (1945-), maire du Gros-Morne de 1983 à 2008 et ancien président de l'association des maires de Martinique, conseiller général de 1982 à 2001 et conseiller régional de 2004 à 2010 et député de la Martinique 1993 à 2002. Il est aussi en 1998, l'un des membres fondateurs des Forces martiniquaises de progrès.
- Euzhan Palcy (1958-), cinéaste reconnue mondialement. Elle a réalisé notamment Une saison blanche et sèche et la Rue Cases-Nègres. En son hommage, le collège du Gros-Morne situé au quartier la Fraicheur porte son nom[18].
- Christophe Hérelle (1992-), ancien footballeur du Réveil Sportif du Gros-Morne. Footballeur professionnel du FC Metz actuellement et ancien joueur de l'OGC Nice et du Stade brestois 29.
- Cédric Pemba-Marine (1983-), maire de Le Port-Marly depuis 2020 et dont la famille est originaire du Gros-Morne.
- William Palcy (1905-1967), né au Gros-Morne, militaire et résistant de la France libre, compagnon de la Libération.

### Héraldique
| Blason | Blasonnement : |